# Jamil Snege
Jamil Snege (Curitiba, 10 de julho de 1939 - Curitiba, 16 de  maio de 2003) foi um escritor e publicitário paranaense, formado em Sociologia e Política pela Pontifícia Universidade Católica do Paraná (PUC-PR). Destacou-se na publicidade pela ousadia e irreverência na criação de campanhas comerciais, políticas e educativas de grande êxito. No campo literário, além da reconhecida qualidade de sua obra ficcional, notabilizou-se por recusar sistematicamente as propostas recebidas de grandes editoras, optando por financiar com recursos próprios a publicação de seus livros.

## Biografia
Filho de Antônio Snege, um tipógrafo de origem sírio-libanesa, e de Anita Bassani, descendente de imigrantes italianos da região do Vêneto, Jamil Snege cresceu no bairro Água Verde (Curitiba). Por volta dos 16 anos, começou a frequentar os eventos da sociedade curitibana e a escrever em colunas sociais de jornais locais. Aos 18 anos, às vésperas de sua formatura como oficial do Centro de Preparação de Oficiais da Reserva (CPOR/PR), acabou causando um incêndio durante um treinamento e foi expulso da corporação. Em 1960, optou por concluir o serviço militar como para-quedista no Rio de Janeiro, mesma época em que atuou como estagiário na redação do jornal carioca Tribuna da Imprensa, em cujo suplemento, anos depois, Snege teria alguns de seus contos publicados. Por esse tempo, regressando a Curitiba, o "Turco" já era conhecido e respeitado nas rodas intelectuais que se formavam na região da Boca Maldita e que também eram frequentadas por Dalton Trevisan. No final dos anos 60, costumava reunir os amigos nas noites de sábado e domingo em sua casa, ao lado da casa dos pais, na Rua Engenheiro Rebouças. Costumavam participavam dessas reuniões semanais, entre outros: Roberto Requião, Wilson Bueno, Fábio Campana, Aroldo Murá G. Haygert e Wilson Galvão do Rio Apa. A partir da década de 90, trabalhando na agência Beta Publicidade, adquirida em 1983, Snege concentrou suas atividades publicitárias no marketing político. De maio de 1997 a maio de 2003, publicou crônicas quinzenais no Caderno G do Jornal Gazeta do Povo.  Entre os admiradores declarados da obra literária de Snege podem ser citados: Moacyr Scliar, Affonso Romano de Sant'Anna, Hilda Hilst, Cristóvão Tezza, Miguel Sanches Neto, Nelson de Oliveira, Marcelino Freire, Marçal Aquino e Joca Reiners Terron. Em 2013, a Biblioteca Pública do Paraná organizou uma série de iniciativas lembrando os dez anos de morte do escritor.

## Obras
- Tempo sujo (novela, Curitiba: Escala, 1968)
- A mulher aranha (contos, Curitiba: Editora Hoje, 1972)
- Ficção onívora (contos, Curitiba: Grupo 1, 1978)
- As confissões de Jean-Jacques Rousseau (drama em 2 atos, Curitiba: Edição do Autor,1982)
- Para uma sociologia das práticas simbólicas (ensaio, Curitiba: Beta/Multiprint, 1985)
- Senhor (poesia, Curitiba: Beta Publicidade, 1989)
- O jardim, a tempestade (contos, Curitiba: Beta Publicidade,1989)
- Como eu se fiz por si mesmo (romance autobiográfico, Curitiba: Travessa dos Edittores, 1994)
- Viver é prejudicial à saúde (novela, Curitiba: Edição do Autor, 1998)
- Os verões da grande leitoa branca (contos, Curitiba: Travessa dos Editores, 2000)
- Como tornar-se invisível em Curitiba (crônicas, Curitiba: Criar Edições, 2000)

Além das obras acima, Snege deixou inédito e inacabado um romance de fundo histórico intitulado O grande mar redondo, sobre a vida do cronista português Antonio Vieira dos Santos, considerado "Pai da historiografia paranaense". "Grande mar redondo" é a tradução para a denominação da baía e município de Paranaguá na língua tupi-guarani.

### Antologias e textos esparsos
- Contos de Repente. Curitiba: Delfos, 1965. ("As luzes" e "O expresso")
- Bóias-frias. (Prêmio Bienal de São Paulo, 1977)
- PELLEGRINI JR., Domingos (org.). Assim escrevem os paranaenses. São Paulo: Alfa-Ômega, 1977. ("A batalha das bolas de goma")
- Revista Zéblue. n. 0. Curitiba, [1978].
- Paraná: memória e momento. São Paulo: Museu de Arte de São Paulo, 1980. (catálogo da exposição)
- Revista Quem, nº 155. Curitiba: Diretriz Editorial, junho de 1986. (Considerações sobre o uso do cigarro no cinema)
- Senhor. In: Nicolau. Curitiba, ano IV, n. 34, p. 32, ago-set. 1990.
- RAVAZZANI, Carlos; SNEGE, Jamil; TREVISAN, Dalton (et. al.). Curitiba Capital Ecológica / The Ecological Capital. Curitiba: Edibran, 1991.
- ALMEIDA, Dirck. Vida brava - novela sertaneja. Curitiba: Edição da Autora, 1991. (apreciação crítica na "orelha" do livro)
- Meus caninos, teus músculos. In: Nicolau, Curitiba, ano VII, n. 52, p. 13, mar-abr 1994.
- SABINO, Fernando (et. al.).Encontro das águas. Curitiba: Travessa dos Editores, 1994. (“Viagem à torre de babel ou A noite em que Morretes iniciou-se no mistério das línguas”, “Napoleão invade Portugal; Paranaguá festeja” e “As palavras no galpão”)
- CAMPANA, Fábio (et. al.). Confabulário. Curitiba: Imprensa Oficial do Paraná, 1998. (“Os verões da grande leitoa branca ou Amo meu cavalo mas não deixo minha mulher”)
- Minha mãe se veste para morrer. In: Revista Et Cetera, Curitiba, n. 1, p. 110-115, outono de 2003.

## Prêmios
- Prêmio Profissionais do Ano, 1978 - Título: "Poupe Água e Luz", Anunciante: Companhia Paranaense de Energia (COPEL).
- Prêmio Profissionais do Ano, 1987 - Título: "Feliz Ano Novo", Anunciante: SECOM-PR.
- Prêmio 14ª Bienal Internacional de São Paulo (1977) - Equipe "Bóias-Frias": Margareth Born, Renato Mazanek, Jamil Snege e João Urban.